# Iglesia de San Francisco Javier (Shanghai)
La iglesia de San Francisco Javier (en chino tradicional, 聖方濟各沙勿略堂; en chino simplificado, 圣方济各沙勿略堂) es una iglesia católica ubicada en Shanghái, China. Está dedicado al jesuita San Francisco Javier, patrón de las misiones. Las misas se celebran regularmente en inglés y español. El templo es de estilo neobarroco.

## Ubicación
Se encuentra cerca del paseo marítimo entre la Ciudad Vieja de Shanghái y el Bund, en Dongjiadu Road. En 2018, la iglesia está rodeada por un gran sitio de construcción y está cerrada. Tiene capacidad para dos mil personas. La fachada está decorada en los vanos con una estatua de San Pedro y una estatua de San Pablo. Como se encuentra en una zona donde los muelles pertenecían entonces a la familia Dong, la población local la denomina, incluso actualmente, como la Catedral de Dongjiadu.

## Historia
La primera iglesia católica en China (Iglesia del Salvador) fue construida en 1553 dentro de la Ciudad Vieja de Shanghái, pero fue confiscada con la supresión del catolicismo en 1731 y convertida en un santuario para Guan Yu y una escuela. En 1846, se anuló el edicto de supresión y los misioneros franceses buscaron la devolución de la propiedad de la iglesia. En cambio, el gobernador de Shanghái ofreció compensar a la iglesia con tres parcelas de tierra fuera de las murallas de la ciudad, en Tungkatu (Dongjiadu), Zikawei (Xujiahui) y Yang-king-pang.
En 1844 los tratados diplomáticos internacionales permiten a las potencias europeas disponer de capillas en los puertos y ciudades de la China imperial abiertas al comercio exterior. En 1847, la primera piedra de la iglesia fue bendecida por el administrador apostólico, el jesuita Ludovico Maria Besi. debía construirse en estilo barroco, con un diseño que recordara la iglesia de San Ignacio (Roma). La construcción comenzó en 1849 y terminó en 1853 para ser consagrado el Domingo de Ramos (4 de abril de 1853). 
Fue administrado por un clero chino desde 1933. La iglesia fue la sede del vicario apostólico de Kiang-nan. Desde 1946, cuando Shanghái fue elevada a diócesis, hasta 1960, la Catedral de San Francisco Javier fue la sede del obispo de Shanghái. En 1960, después de la toma comunista de Shanghái y el arresto y encarcelamiento de los líderes de la Diócesis de Shanghái, la cátedra del obispo de Shanghái se trasladó de la más antigua pero más pequeña Catedral de San Francisco Javier en Dongjiadu a San Ignacio en Zikawei (Xujiahui), y Zikawei se convirtió en la sede de la Diócesis de Shanghái. Ignatius Kung Pin-Mei, obispo de Shanghái, había sido arrestado en 1955 y sentenciado a cadena perpetua en 1960, por lo que el traslado a Zikawei ocurrió bajo Aloysius Zhang Jiashu, el obispo de Shanghái según la iglesia "católica" aprobada por el gobierno chino.
La iglesia fue cerrada por los Guardias Rojos de la Revolución Cultural en 1966 y completamente saqueada. Su mobiliario litúrgico y toda la decoración interior desaparecieron. Sirvió como almacén de una fábrica y fue devuelto parcialmente a la comunidad católica en 1982, que inició una discreta restauración, se reanudó la misa en una parte de la iglesia devuelta a la diócesis, y en 1984 se devolvió la mayor parte de la iglesia principal. No fue hasta el año 2000 que se consolidó el conjunto. El resto de la iglesia fue devuelto y restaurado en 2005. Fue inscrito en el patrimonio cultural de Shanghái en 1993.
La iglesia fue completamente restaurada en 2009 y 2010. Un gran panel de madera con imitaciones de los iconos de la Iglesia Oriental ahora decora el coro. A partir de 2017, como parte de un proyecto para construir una nueva zona financiera en Dongjiadu, la catedral de Dongjiadu se cerró por un proyecto de restauración que implicaba excavar por completo la base de la catedral desde dentro y fortalecer sus cimientos. Los edificios subsidiarios de la catedral serán demolidos.

## Curiosidades
El mecanismo de relojería es francés, marca Gourdin-Sarthe. En una de las campanas se lee: «Fundición de Crouzet-Hildebrand en París 1881», Firma de la fundición parisina Crouzet-Hildebrand.

## Galería de imágenes

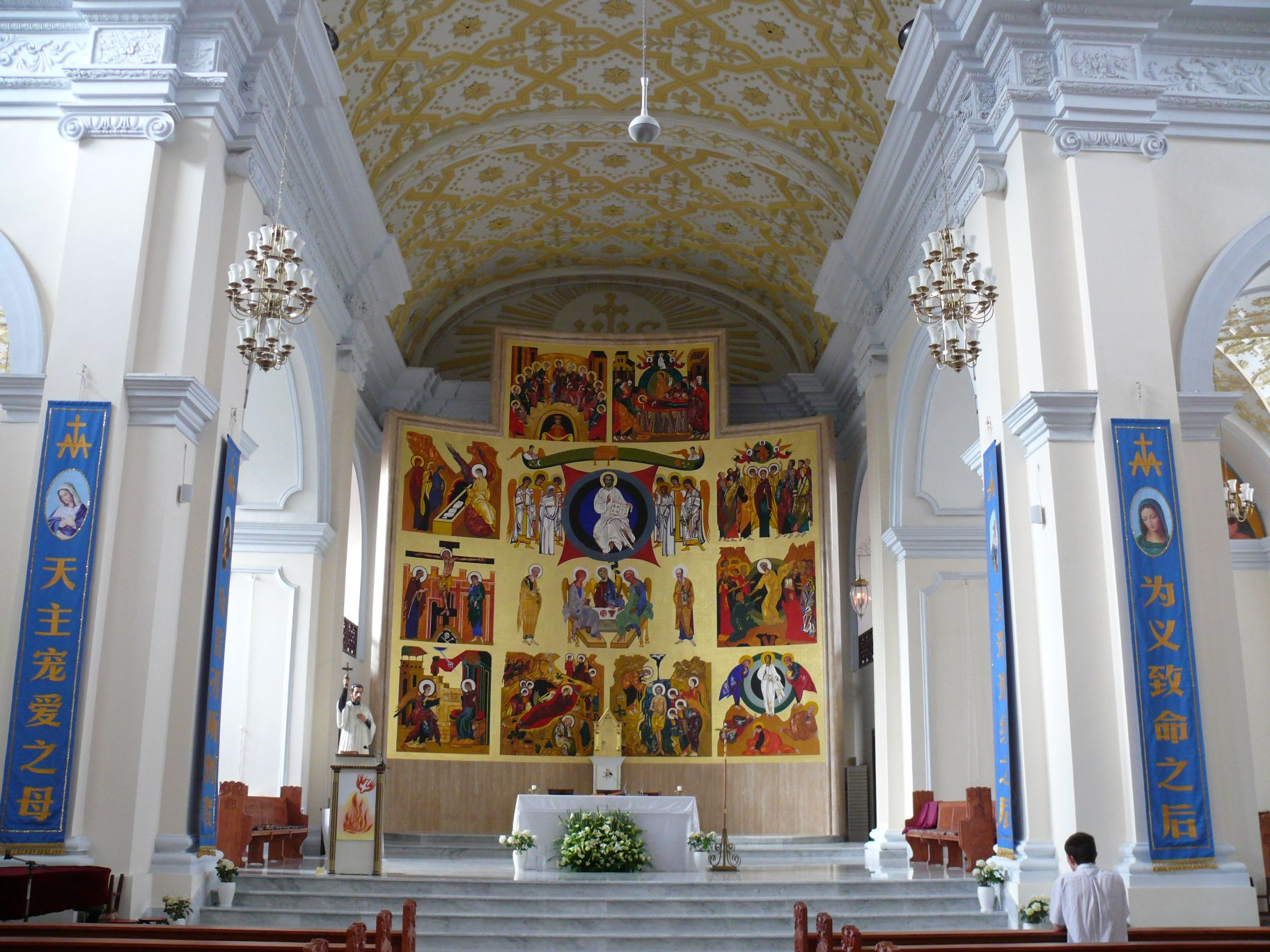
Coro
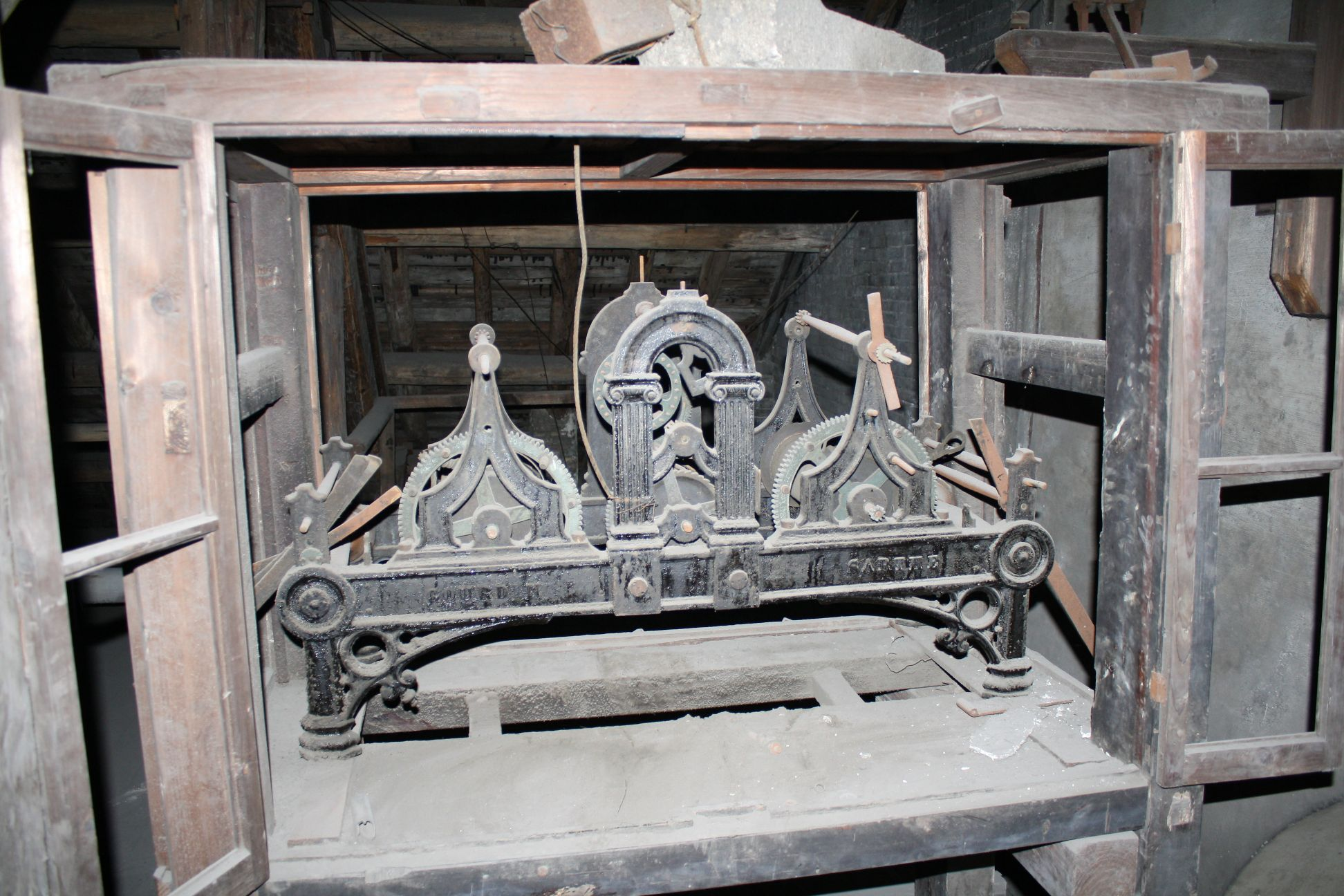
Reloj
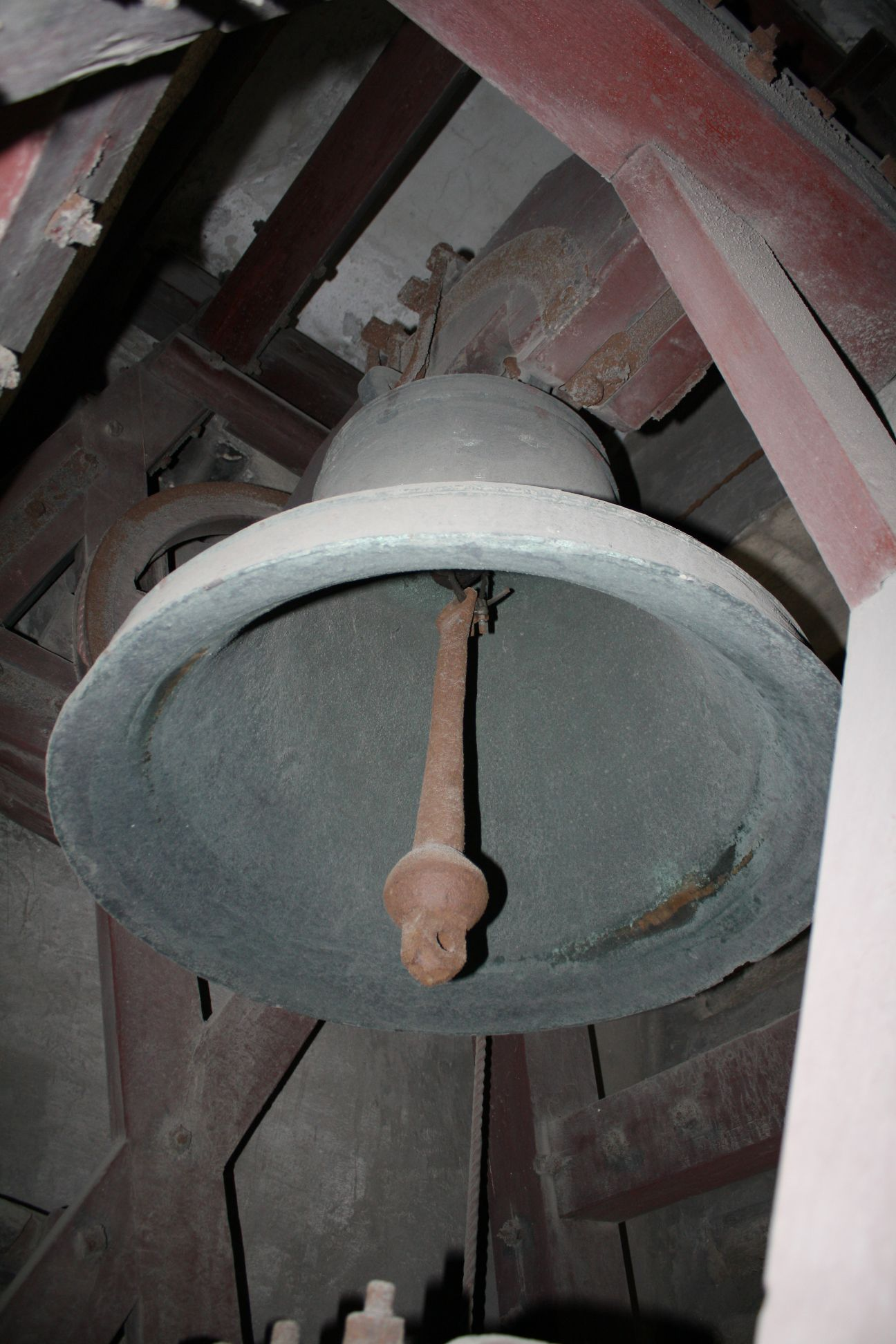
Campana
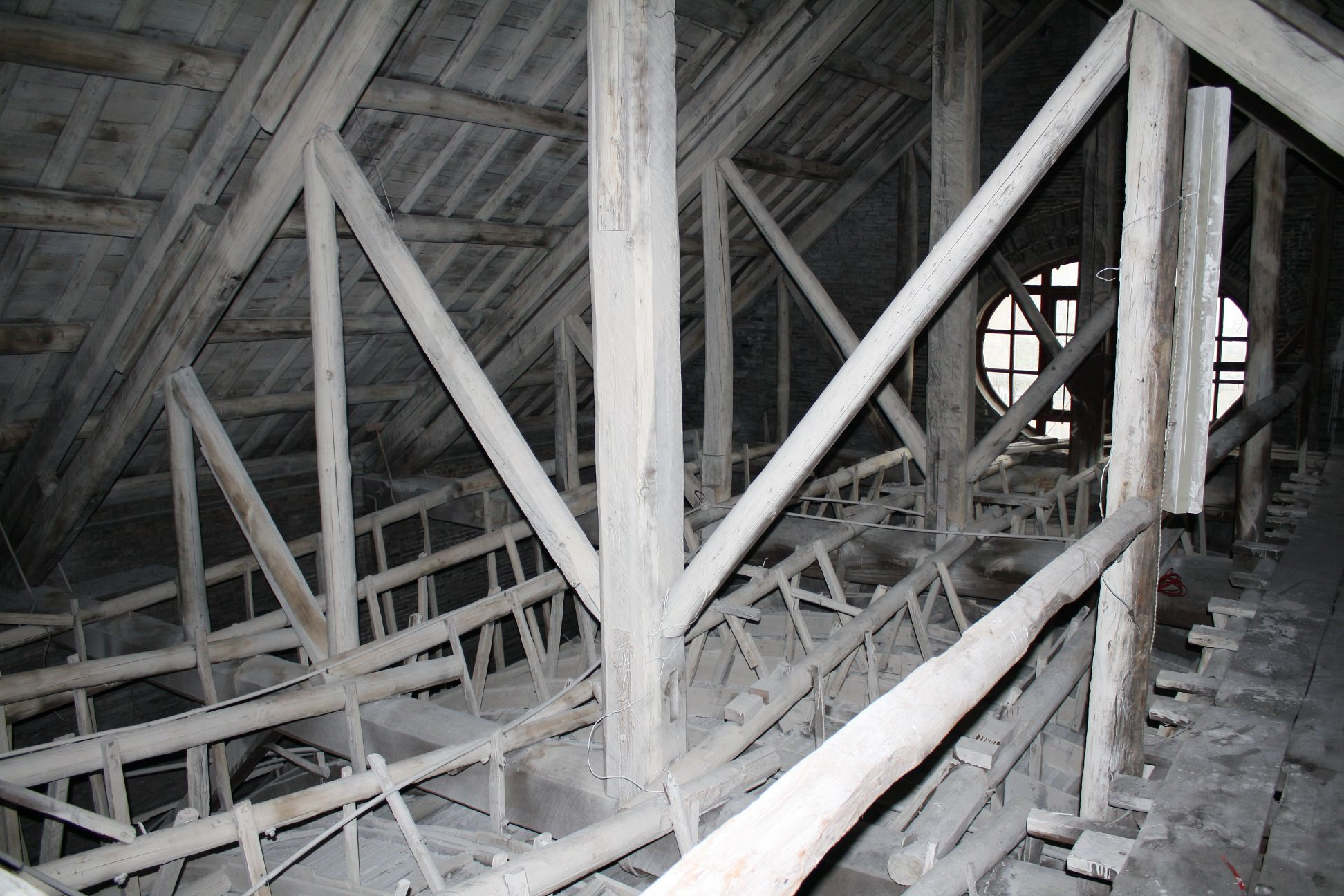
Ático